# Lanke
Lanke est une petite ville du Togo située dans la Préfecture de Bassar, dans la région de la Kara

## Géographie
Lanke est situé à environ 58 km de Kara,

## Vie économique
- Marché paysan tous les jeudis
- Atelier de ferblanterie

## Lieux publics
- Centre social cantonal
- École primaire